# Meurtre de Mohammad Abou Khdeir
Le meurtre de Mohammad Abou Khdeir, un jeune Arabe palestinien de 16 ans, est perpétré par le feu le 2 juillet 2014, après son enlèvement par des extrémistes juifs, à Jérusalem-Est, qui seront retrouvés et jugés. 

## Présentation

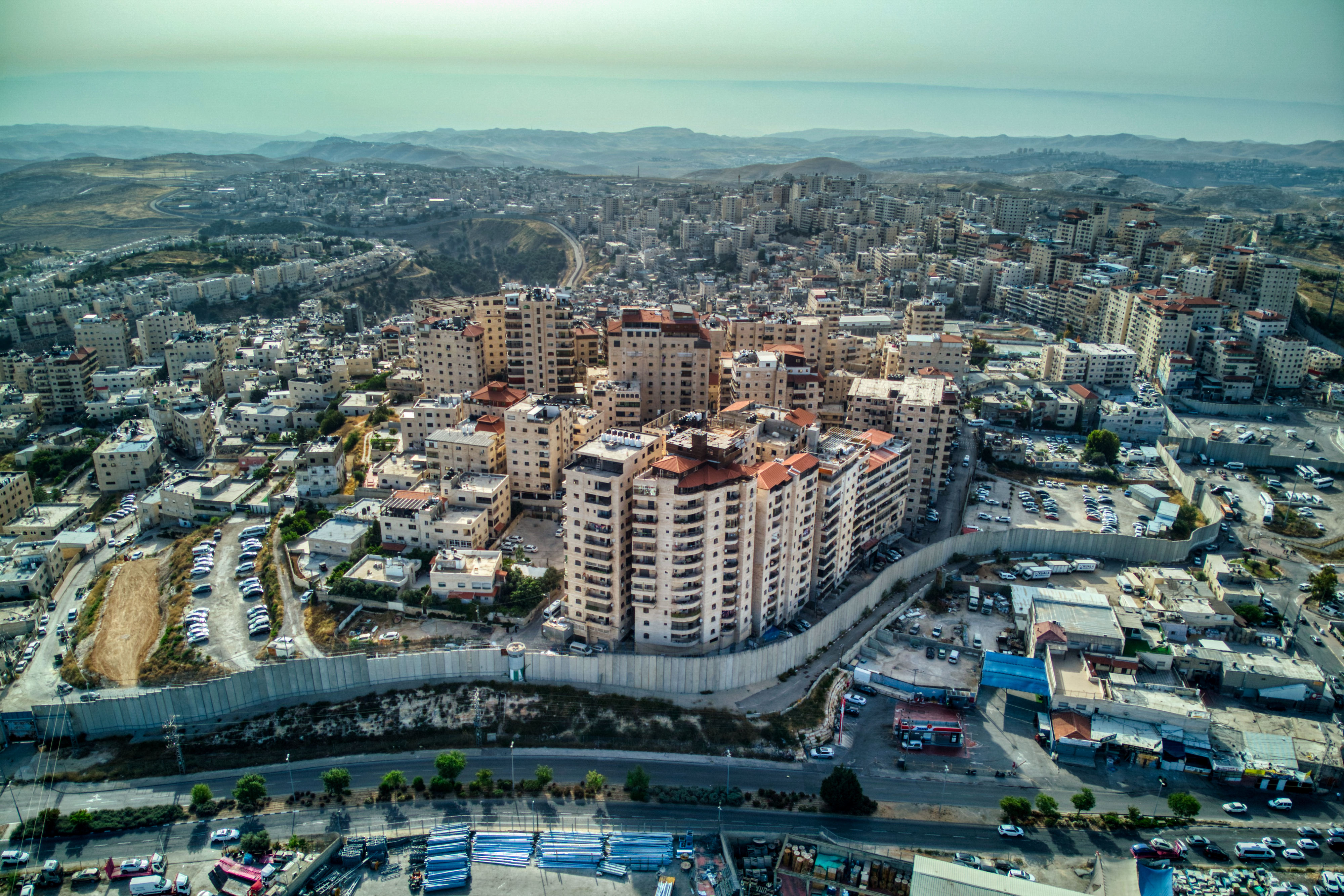
Shu'fat à Jérusalem-Est

Mardi 2 juillet vers 4 heures du matin, au lendemain de l'enterrement de trois jeunes israéliens enlevés puis tués, le jeune Mohammad Abou Khdeir est forcé d'entrer dans un véhicule par trois hommes parlant hébreu, dans la rue devant la mosquée du quartier de Shu'fat (Jérusalem-Est) où il se rendait pour les prières du matin. 
Les témoins n'ont pas pu arrêter la voiture et sa famille a immédiatement prévenu la police israélienne qui a retrouvé son corps, calciné, quelques heures plus tard dans la forêt de Jérusalem, de l'autre côté de la ville. Mohammad Abou Khdeir a été identifié dans un premier temps par des prélèvements ADN, ses parents n'ayant pas été autorisés à voir le corps.
L'autopsie, réalisée en présence du directeur de l'institut de médecine légale palestinien, a montré que « le corps de l'adolescent palestinien a été brûlé à 90 % et que des cendres ont été retrouvées dans le système respiratoire de la victime, laissant penser que le garçon a inhalé ces matières alors qu'il était brûlé vif. ».
Quatre jours plus tard, les autorités israéliennes ont placé six personnes en détention dans le cadre de l'enquête, dont des mineurs. Les enquêteurs estiment que « le jeune Mohammad Abou Khdeir a été tué pour des motifs nationalistes, laissant supposer que les soupçons palestiniens visant des militants juifs d'extrême-droite pourraient être justifiés. ».
Le jeudi 17 juillet 2014, trois Israéliens d'extrême droite, un homme de 29 ans, Yosef Chaim Ben David et deux mineurs de 16 ans dont l'identité n'a pas été révélée, sont inculpés pour enlèvement et meurtre.

## Contexte
Mohammad Abou Khdeir, qui étudiait au lycée technique Amal pour devenir électricien et dont le père tient un magasin d'électro-ménager, habitait le quartier de Shuafat, situé à côté du camp de réfugiés de Shu'fat, dans Jérusalem-Est. Ce quartier, relativement aisé, est plus calme que d'autres quartiers et ses habitants sont rarement en confrontation avec la police israélienne.
Le 12 juin 2014, trois jeunes étudiants israéliens qui faisaient de l'auto-stop pour rentrer chez eux depuis leur école de Cisjordanie sont enlevés et tués peu après. Les recherches durent près de trois semaines, jusqu'à la découverte de leurs corps à l’entrée de Halhul, le 30 juin,. 
La population israélienne est très touchée par ces enlèvements et, avant la découverte des corps, de nombreuses manifestations ont lieu pour réclamer leur libération, à la fois en Israël et à l'étranger. En marge de l'enterrement des trois Israéliens, une manifestation d'extrême-droite se tient dans laquelle près de deux-cents Israéliens « prennent part à une manifestation anti-arabe qui dégénère en chasse aux Arabes ».
Les deux membres de la branche d'Hébron du Hamas tenus responsables de l'enlèvement et du meurtre des trois adolescents sont abattus par Tsahal lors d'une fusillade, le 23 septembre.
La mort des trois adolescents suscite chez certains Israéliens une expression de haine anti-arabe qui conduit des colons à des actes de représailles contre des propriétés palestiniennes en Cisjordanie . Dans un autre registre, à partir du 30 juin 2014, des groupes Facebook sont ouverts sous le slogan « Le peuple d'Israël demande vengeance ». L'un d'eux, qui met en valeur des selfies accompagnés de commentaires racistes et d'appel à la vengeance, regroupe plus de 35 000 membres avant d'être fermé. La ministre de la justice Tzipi Livni et l'armée israélienne condamnent ces appels à la vengeance tout en indiquant qu'elles ont l'intention de poursuivre les auteurs de ces appels. Benyamin Netanyahou, le chef du gouvernement israélien, demande aux deux camps à résister à la tentation de se faire justice eux-mêmes. Selon Le Monde, « certains commentateurs » — Le Monde ne précise pas qui ils sont — l'accusent de la propagation de ces discours haineux.

## Enquête
Dans un premier temps, à la demande du Shin Bet, l'agence de sécurité intérieure, la justice israélienne, interdit aux médias de publier sur l'affaire Khdeir. L'interdiction est partiellement levée le dimanche 6 juillet 2014 pour annoncer l'arrestation, par la police israélienne, de six suspects.
Trois des six suspects auraient reconnu leur crime selon le journal Haaretz. Ces six hommes, dont certains sont mineurs, sont de confession juive et originaires de Jérusalem et de ses environs. Ils sont suspectés avoir enlevé et tué Mohammad Abou Khdeir pour venger la mort de Eyal Yifrach, Naftali Frankel et Gilad Shaer, enlevés le 12 juin et retrouvés morts près d'Hébron, en Cisjordanie. Selon le quotidien israélien Maariv, les suspects sont des activistes d'extrême-droite issus de la communauté juive ultra-orthodoxe, qui ont apparemment agi de leur propre fait.
Mohammad Abou Khdeir a été enlevé dans la nuit de mardi 1er au mercredi 2 juillet, à 3 h 45, alors qu'il attendait dans la rue pour aller prier, des jeunes gens l'ayant forcé à monter dans leur voiture. Le père de la victime, probablement prévenu par des témoins ayant assisté à l'enlèvement, appelle la police à 4 h 05. Le corps est retrouvé une heure plus tard, dans une forêt de Jérusalem-Ouest, grâce à la géolocalisation de son téléphone.
Le corps du jeune Palestinien montre des blessures à la tête ainsi que des brûlures couvrant 90 % de son corps,. L'autopsie, effectuée par des médecins israéliens en présence d'un directeur palestinien de médecin légale, rapporte la présence de fumée dans ses poumons, ce qui signifie que Mohammad Abou Khdeir était encore en vie pendant qu'il brûlait. Al-Husseini, ministre palestinien chargé de Jérusalem, remarque qu'il a « été brûlé de l'intérieur et de l'extérieur, car il a probablement été forcé à boire du carburant ».
Très rapidement, après que la voiture ayant servi à l'enlèvement a été retrouvée, les suspects sont arrêtés à leurs domiciles dimanche 6 juillet à l'aube et transférés pour interrogatoire au Shin Bet. Les trois d'entre eux ayant reconnu les faits, participent à une reconstitution et avouent avoir cherché « un Arabe facile à tuer » tandis que les autres leur auraient apporté de l'aide. Dans le même temps, la police israélienne s'interroge sur la possible implication des trois suspects dans la tentative d'enlèvement de Moussa Zalum, un enfant palestinien de neuf ans, ayant eu lieu précédemment.

## Inculpation, jugement et condamnations
Le jeudi 17 juillet 2014, trois juifs orthodoxes israéliens, un adulte de 29 ans, Yosef Chaim Ben David, résidant dans la colonie d'Adam en Cisjordanie et deux mineurs de 16 ans, membres de sa famille, sont inculpés pour enlèvement et meurtre.
Yosef Chaim Ben David est, par ailleurs, condamné pour une autre tentative d'enlèvement et de séquestration envers un enfant palestinien de sept ans et demi à Beit Hanina, un quartier de Jérusalem-Est, et pour une tentative d'incendie contre des voitures appartenant à des Palestiniens. Deux des inculpés sont reconnus coupable d'incendie contre un magasin palestinien dans la localité d'Izmeh, en Cisjordanie.
Le 4 février 2016, un tribunal de Jérusalem condamne à perpétuité l'un des deux mineurs tandis que l'autre écope de 21 ans de prison. Yosef Chaim Ben David, qui a 31 ans lors de la délivrance du verdict, voit son audience reportée en raison de troubles mentaux. Il est finalement jugé coupable de meurtre le 19 avril 2016 puis condamné à la prison à vie le 3 mai 2016.

## Inhumation
L'enterrement de Mohammad Abou Khdeir a lieu vendredi 4 juillet 2014 après-midi à Jérusalem-Est. Partant de son domicile de Shuafat, la dépouille du jeune homme, enveloppé d'un drapeau palestinien et d'un keffieh, a été accompagnée par des milliers d'habitants de Jérusalem-Est jusqu'au cimetière.
Aussitôt les obsèques terminées, les heurts redoublent d'intensité au milieu de la foule — persuadée que Mohammad Abou Khdeir a été tué en raison de motifs nationalistes par des extrémistes juifs en représailles à l'enlèvement et au meurtre de trois étudiants israéliens — et la police israélienne.

## Réactions

### À Jérusalem-Est

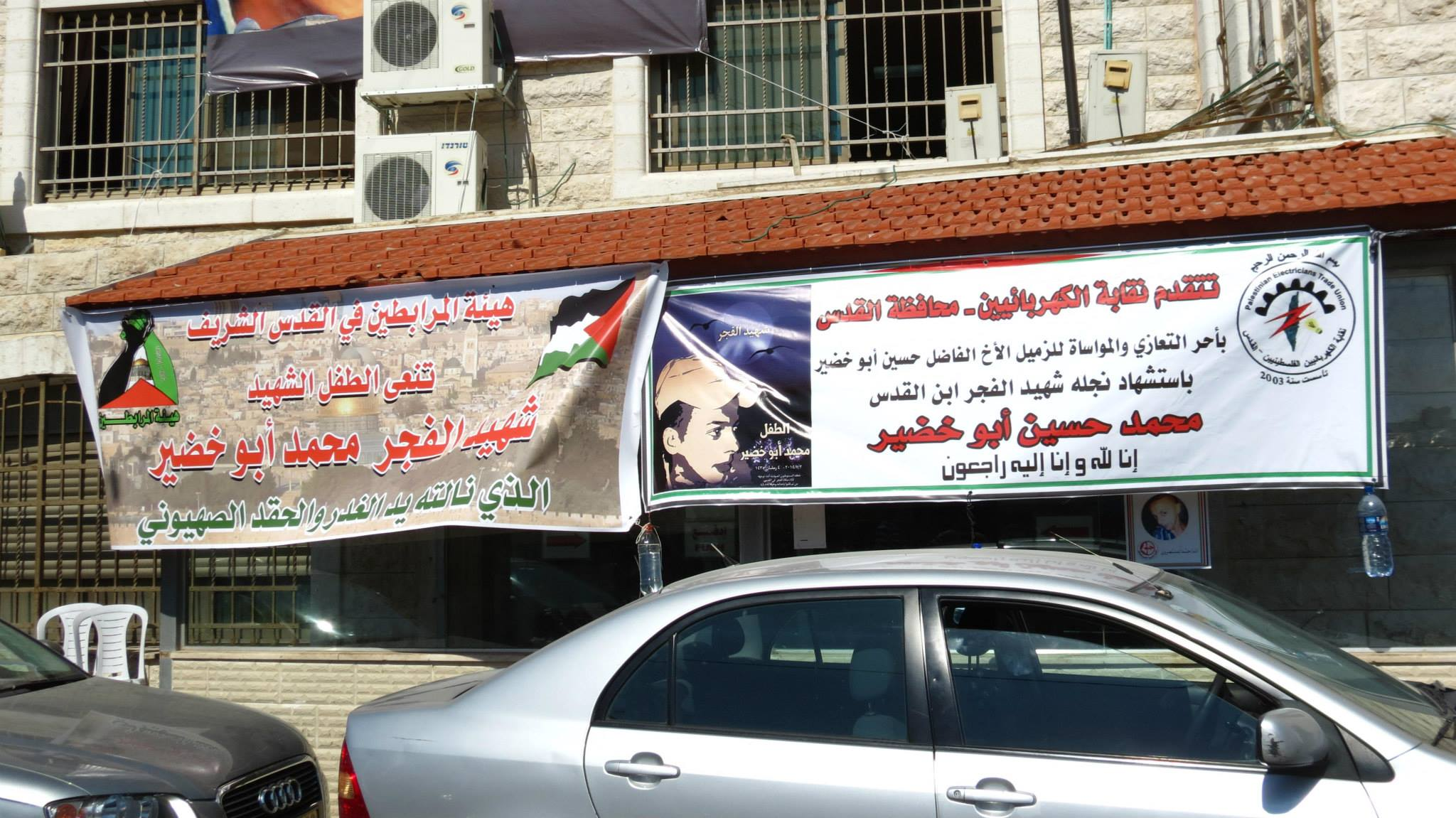
Banderole à Jérusalem-Est.

Persuadé que le jeune Mohammad Abou Khdeir a été tué en représailles des meurtres des trois adolescents israéliens, des centaines de Palestiniens habitants de Shuafat, le quartier résidentiel de Jérusalem-Est dans lequel habitait l'adolescent assassiné, s'en prennent à la police israélienne, en blessant plus d'une centaine de personnes. Trois cent-soixante attaques contre des Juifs y sont perpétrés durant le mois de juillet 2014, en majorité des jets de pierre ou de cocktails Molotov contre des civils, mais également des pétards lancés dans des maisons juives. Trois tirs à balles réelles par des manifestants sont recensées. Les heurts de Shuafat provoquent, à partir du jeudi 3 juillet, des répliques à Ramallah et dans d'autres villes de Cisjordanie. Aux abords de Gaza, la tension s'accroît, conduisant l'armée israélienne à masser des renforts de troupes et de blindés après la récente multiplication des tirs de roquettes depuis la bande de Gaza vers le Néguev, dont certains ont frappé des habitations à la ville israélienne de Sderot.

### En Israël
Benyamin Netanyahou a téléphoné au père de la victime afin de l'assurer que les meurtriers seront « jugés et condamnés avec toute la sévérité prévue par la loi ».
À la suite de l'inculpation des trois coupables du crime, le ministère israélien de la Défense décrète que la famille de l'adolescent sera considérée comme « victime du terrorisme » et pourra prétendre à des indemnités. Le conseiller juridique du gouvernement a par ailleurs dénoncé le meurtre « commis par racisme contre un innocent ».
Le nom de la victime a par ailleurs été inscrit au mémorial pour les victimes du terrorisme en Israël, mais en fut retiré à la demande de sa famille Khdeir.

### Familles des victimes
Rachel Frenkel, mère d'un des trois adolescents israéliens tués précédemment, a envoyé ses condoléances à la famille de Mohammad Abou Khdeir.
Quelques mois plus tard, Mahmoud Abou Khdeir, cousin de Mohammad, est un des premiers à porter secours à des Israéliens victimes d'une attaque à l'arme blanche.

## Dans la culture
En juillet 2019, la chaîne de télévision américaine HBO annonce le lancement de la série Our Boys basée sur les événements de l'été 2014 du meurtre de Mohammed Abu Khdeir[pas clair]. La série de 10 épisodes est une coproduction avec une chaîne israélienne Keshet et la première de HBO à être diffusée en arabe et en hébreu. En France, la série est diffusée sur Canal+.